# Bengt Löfstedt
Bengt Torkel Magnus Löfstedt (* 14. November 1931 in Lund; † 2. Juni 2004 in Los Angeles) war ein schwedischer mittellateinischer Philologe.

## Leben
Bengt Löfstedt studierte an der Universität Uppsala und erwarb 1957 dort den Fil. License und 1961 den Fil. doktor. Sein akademischer Betreuer war Josef Svennung. Er war von 1962 bis 1967 Assistenzprofessor für Latein in Uppsala. 1967 wurde er Associate Professor für Mittelalterliches Latein an der University of California in Los Angeles und war ab 1968 Professor ebendort.

## Schriften (Auswahl)
- Studien über die Sprache der langobardischen Gesetze. Beiträge zur frühmittelalterlichen Latinität. Almqvist & Wiksell, Stockholm 1961 (Dissertation).
- Der hibernolateinische Grammatiker Malsachanus. Almqvist & Wiksell, Stockholm 1965.
- Ausgewählte Aufsätze zur lateinischen Sprachgeschichte und Philologie. Hiersemann, Stuttgart 2000, ISBN 3-7772-0008-5.

Editionen
- mit George J. Gebauer: Bonifatii (Vynfreth) ars grammatica, ars metrica  (= Corpus Christianorum Series Latina. (CCSL) Band 133). Brepols, Turnhout 1980, ISBN 2-503-01336-8.
- mit Bernhard Bischoff: Anonymvs ad Cvimnanvm. Expossitio Latinitatis. Brepols, Turnhout 1992, ISBN 2-503-50279-2.
- Vier Juvenal-Kommentare aus dem 12. Jh. Gieben, Amsterdam 1995, ISBN 90-5063-306-4.
- mit Scott Talkovic: Diego Valadés Catholicae assertiones. Lund 1998, ISBN 91-7966-445-8.
Rabani Mauri Expositio in Matthaeum. (= Corpus Christianorum, Continuatio mediaevalis. Band 174 und 174 A). Brepols, Turnhout 2000, ISBN 2-503-04741-6.
- Virgilius Maro Grammaticus: Opera omnia.  Teubner, München und Leipzig 2003, ISBN 3-598-71233-2.